# ایغدلی (سنان‌پاشا)
ایغدلی (به ترکی استانبولی: İğdeli) یک منطقهٔ مسکونی در ترکیه است که در سنان‌پاشا واقع شده‌است.